# Wojna boshin

Mapa kampanii. Połączone siły domen: Satsuma, Chōshū i Tosa (na czerwono) pokonały wojska siogunatu w kolejnych bitwach od Toba-Fushimi do Hakodate

Wojna boshin (jap. 戊辰戦争 boshin sensō; „wojna roku smoka ziemi”) – wojna domowa w Japonii trwająca półtora roku, od stycznia 1868 (od bitwy pod Toba-Fushimi) do czerwca 1869 (do bitwy o Hakodate), pomiędzy cesarskimi siłami rządowymi a zwolennikami poprzedniej władzy, siogunatu (bakufu) rodu Tokugawa.

## Tło polityczne
Przyczyn konfliktu należy upatrywać m.in. w niezadowoleniu z powodu obecności cudzoziemców, skutków ich działań oraz sposobu ich traktowania przez bakufu Tokugawów po otwarciu Japonii dekadę wcześniej. Ataki na obcokrajowców, a nawet Japończyków, którzy popierali otwarcie kraju, stały się powszechne.
Klany samurajów z zachodniej części kraju, głównie z domen: Satsuma, Chōshū i Tosa, w sojuszu z oficjelami dworskimi i cesarzem Kōmei (1831–1867), a po jego śmierci z Mutsuhito (1852–1912), tworzyły początkowo alianse z siogunatem. Siogun Yoshinobu Tokugawa, zdając sobie sprawę z napięć, złożył swój urząd, zwracając władzę cesarzowi Mutsuhito, jednocześnie mając nadzieję, że rodzina Tokugawów przetrwa i wejdzie do przyszłego rządu.
Jednakże militarne posunięcia wojsk cesarskich i działania stronników cesarza w Edo (ob. Tokio), pozbawiające przywilejów ród Tokugawów, zmusiły Yoshinobu do ustawienia armii przed Pałacem Cesarskim w Kioto, co spowodowało wybuch walk. Jednak w momencie ich rozpoczęcia Yoshinobu uciekł i wycofał się z dalszych działań, nadal prowadzonych przez jego zwolenników. Mniejsza, lecz nowocześniej wyposażona frakcja cesarska po serii bitew, zakończonych sukcesem w Edo, zmusiła Yoshinobu do poddania się. Stronnicy rodu Tokugawa uciekli na północ wyspy Honsiu (Honshū) w region Tōhoku, a następnie na Hokkaido, zakładając Republikę Ezo (Ezo Kyōwakoku, styczeń–czerwiec 1869). Porażka w zatoce Hakodate złamała ostatnie siły zwolenników bakufu i przywróciła władzę cesarza.
Podczas konfliktu zmobilizowano około 120 000 ludzi, z których zginęło około 3500. Ostatecznie zwycięska frakcja cesarska zaniechała planu wyrzucenia obcokrajowców z Japonii, przyjmując politykę modernizacji z zamiarem renegocjacji traktatów nierównoprawnych z zachodnimi potęgami. Dzięki zabiegom Takamoriego Saigō, jednego z przywódców cesarskich, lojaliści Tokugawów zostali ułaskawieni, zaś wielu przywódców siogunatu uzyskało stanowiska w nowym rządzie.
W kontekście międzynarodowym wojna boshin odzwierciedlała rywalizację pomiędzy Cesarstwem Francuskim, które otwarcie popierało siogunat rodu Tokugawa (Tokugawa bakufu) i ich stronników a Wielką Brytanią, która pozostawała „neutralna” poprzez wspieranie buntu w zachodniej Japonii i uzbrajanie nowego rządu Meiji.

### Niezadowolenie z rządów siogunatu
Do 1854 roku, przez dwa wieki Japonia drastycznie ograniczyła kontakty z obcymi krajami, z wyjątkiem: Korei (poprzez wyspę Cuszimę, Tsushima), państwa Qingów (poprzez Archipelag Południowo-Zachodni) oraz holenderskiego imperium kolonialnego (poprzez sztuczną wysepkę Dejima w zatoce Nagasaki). 
Swoimi wizytami w latach 1853 i 1854 komodor Matthew Perry skłonił Japonię do podpisania traktatu o pokoju i przyjaźni, skłaniając ją do westernizacji oraz importu zachodnich towarów, a w 1858 roku za sprawą upokarzających „traktatów nierównoprawnych” podpisanych przez Perry’ego, Holandię, Rosję, Wielką Brytanię i Francję, siogunat stanął w obliczu wewnętrznych sporów i ruchów ksenofobicznych w imię hasła: sonnō-jōi – „czcić cesarza, wypędzić barbarzyńców”.

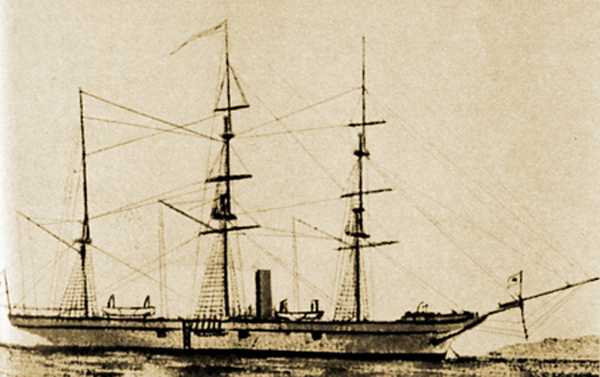
Zwodowana w 1855 roku korweta siogunatu o nazwie „Kanrin Maru”, pierwszy okręt o napędzie śrubowym

Cesarz Kōmei sympatyzował z takimi postawami i, zrywając ze stuleciami cesarskich tradycji, podjął aktywną rolę w sprawach państwowych. Gdy nadarzyła się okazja ostro skrytykował traktaty i próbował interweniować w sprawach sukcesji siogunów. Kulminacją był jego edykt z 1863 roku, w myśl którego należało „wypędzić barbarzyńców”. Choć siogunat nie miał najmniejszych intencji jego wdrażania, doprowadziło to do licznych wystąpień przeciw siogunom oraz obcokrajowcom. Najsłynniejszym był incydent w Namamugi i śmierć brytyjskiego kupca, Charlesa Lennoxa Richardsona (1834–1862), za co siogunat musiał zapłacić odszkodowanie wysokości 100 000 funtów szterlingów. Do innych incydentów należało ostrzelanie zachodnich okrętów w Shimonoseki.
Tego typu incydenty spotykały się z szybką i silną reakcją zachodnich mocarstw. Brytyjska marynarka zbombardowała forty w zatoce Kagoshima w 1863 roku oraz Fort Shimonoseki w 1864. 
W tym samym czasie siły domeny Chōshū wspierane przez ksenofobicznych rōninów rozpętały w dniu 20 sierpnia rebelię przy bramie Hamaguri (Hamaguri Gomon no hen) pałacu cesarskiego, próbując przejąć władzę nad Kioto, gdzie znajdował się dwór cesarski, jednak zostali odparci przez siły przyszłego sioguna Yoshinobu Tokugawę. Siogunat zorganizował ekspedycję karną przeciw Chōshū, ale nie udało mu się przywrócić porządku i pełnej kontroli nad państwem, gdyż wielu daimyō zaczęło ignorować rozkazy płynące z Edo.

### Wsparcie obcych mocarstw

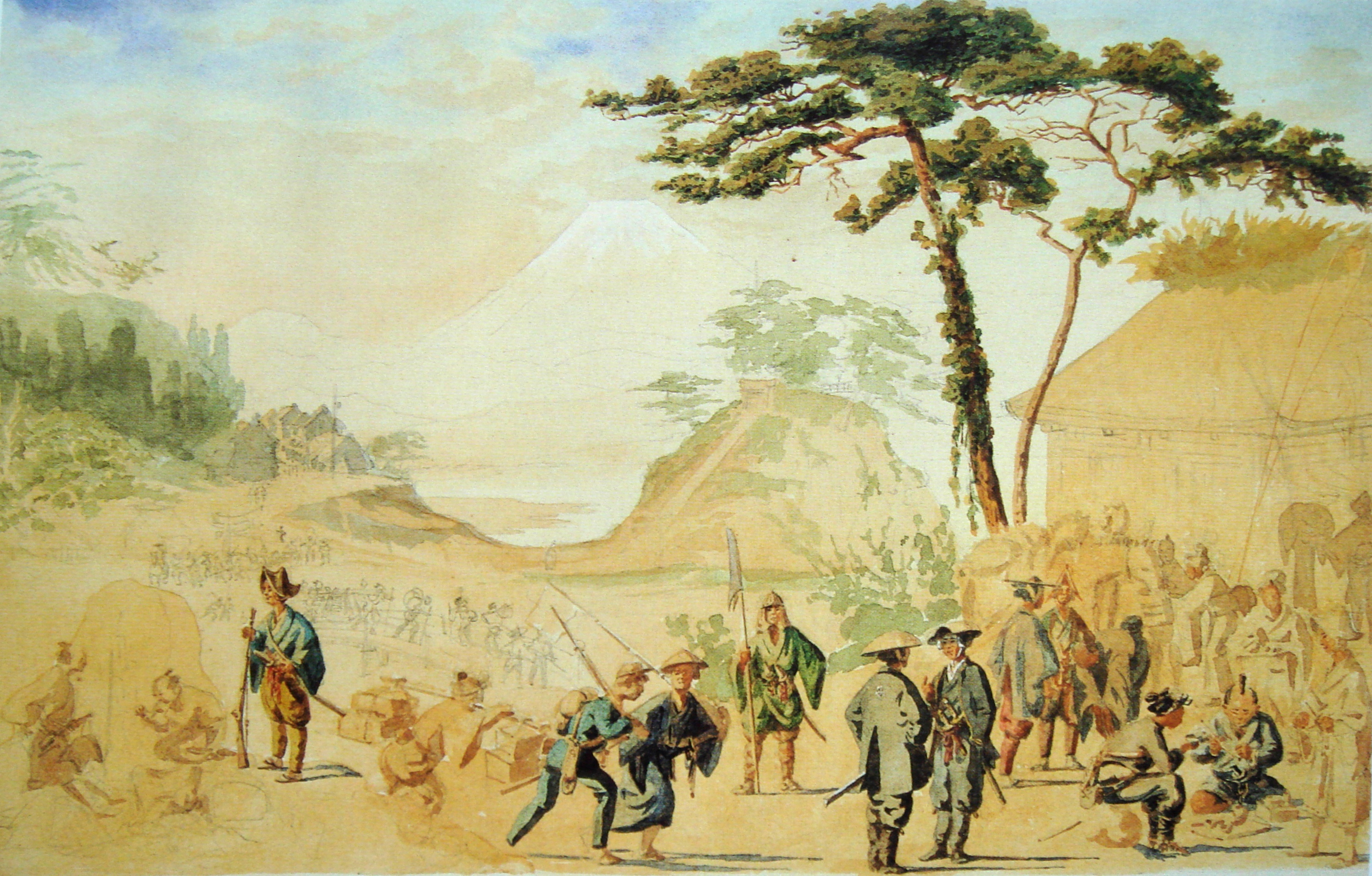
Oddziały bakufu w pobliżu Fudżi w 1867 roku. Obraz francuskiego oficera Jules’a Bruneta pokazuje połączenie sprzętu japońskiego i zachodniego

Pomimo zbombardowania Kagoshimy, przywódcy Satsumy weszli w kontakt z Brytyjczykami, modernizując armię i marynarkę pod ich kierunkiem. Szkocki kupiec Thomas Blake Glover (1838–1911) sprzedawał ogromne ilości broni i okrętów zachodnim domenom. 
Amerykańscy i brytyjscy eksperci wojskowi, zwykle byli oficerowie, byli bezpośrednio odpowiedzialni za ów wojenny nakład prac. 
Brytyjski ambasador, Harry Smith-Parkes (1828–1885), wspierał utworzenie jednolitej władzy cesarskiej, jednocześnie przeciwdziałając wpływom Francuzów. W tym czasie przywódcy z zachodnich klanów, jak: Takamori Saigō (1828–1877) z Satsumy, czy Hirobumi Itō (1841–1909) i Kaoru Inoue (1836–1915) z Chōshū pielęgnowali kontakty z brytyjskimi dyplomatami, a szczególnie z Ernestem Mason-Satowem (1843–1929).
Siogunat przygotowywał się do konfliktu, modernizując swoje siły. Jednak, w zgodzie z planami Parkesa, Brytyjczycy odmówili pomocy w tym względzie. Tokugawa polegał zatem głównie na Francuzach, uspokojony militarnym prestiżem Napoleona III, uzyskanym podczas wojny krymskiej oraz wojny francusko-austriackiej.
Siogunat podjął dalekosiężne kroki w kierunku pełnej modernizacji sił zbrojnych. W ciągu paru lat wybudowano osiem parowych okrętów wojennych, co uczyniło marynarkę siogunatu najpotężniejszą w Azji. W 1865 roku francuski inżynier Léonce Verny (1837–1908) zbudował w Yokosuka pierwszy nowoczesny, morski arsenał. W styczniu 1867 roku przybyła francuska misja wojskowa, mająca na celu reorganizację armii sioguna i utworzenie elitarnych sił Denshūtai. Wystosowano także prośbę do Stanów Zjednoczonych o możliwość zakupienia zbudowanego przez Francuzów, a wycofanego ze służby taranowca „CSS Stonewall”, relikt amerykańskiej wojny secesyjnej. Z powodu deklarowanej przez zachodnie mocarstwa neutralności Amerykanie musieli odmówić, jednak kiedy umowa o neutralności wygasła, jednostkę przejęły siły cesarskie, pod banderą których brała udział w bitwie w zatoce Hakodate jako „Kōtetsu”.

### Zamachy stanu

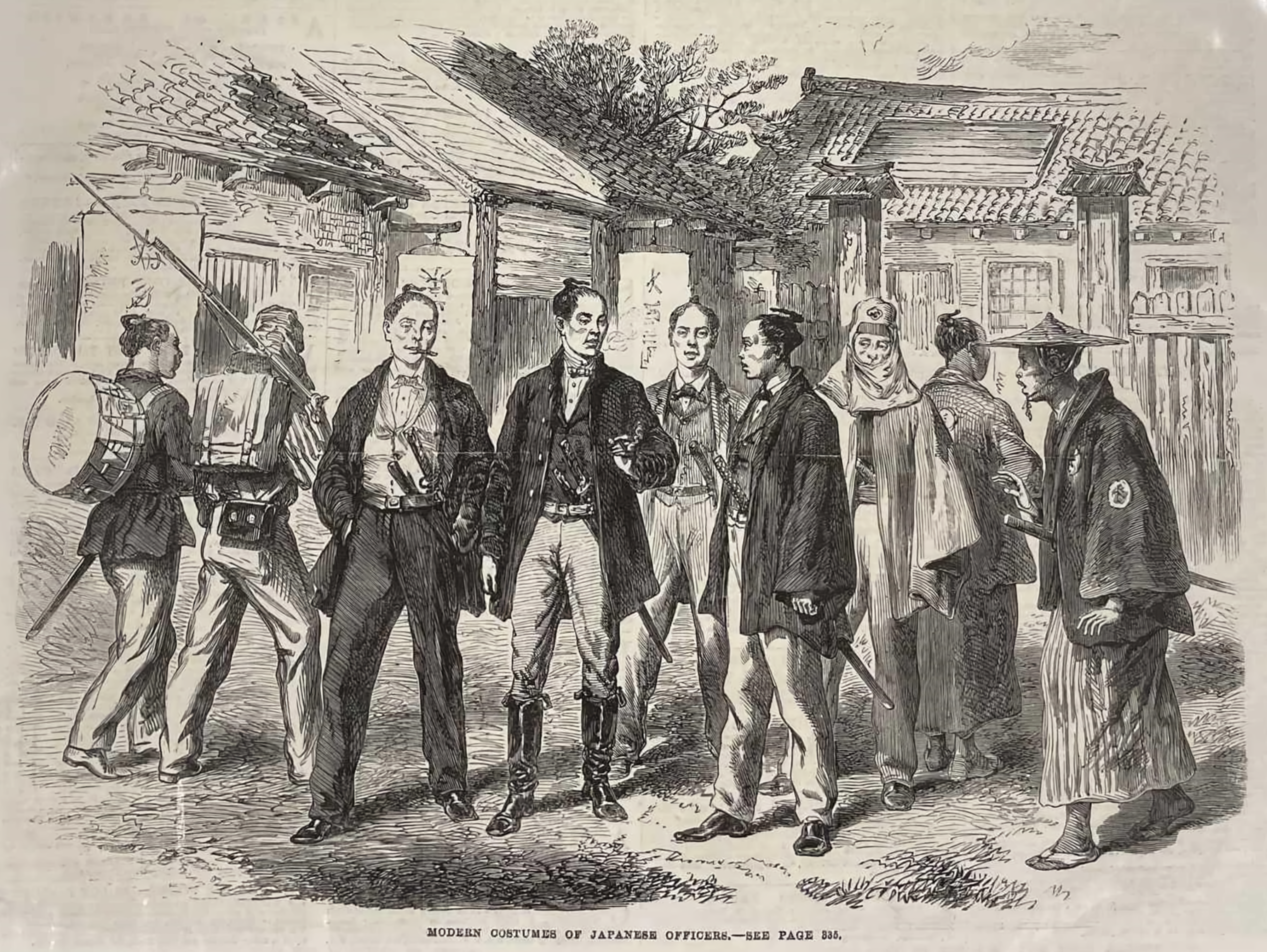
Samurajowie w zachodnich ubraniach (1866)

Po zamachu stanu w domenie Chōshū władza powróciła do rąk przeciwnej siogunatowi frakcji ekstremistów, co zmusiło Tokugawów do przeprowadzenia drugiej ekspedycji do zbuntowanej domeny. To z kolei przyczyniło się do zawarcia sekretnego sojuszu Chōshū z Satsumą. W lecie 1866 roku siogunat został pokonany przez Chōshū, tracąc żołnierzy i autorytet. Pod koniec tego samego roku siogun Iemochi oraz cesarz Kōmei zmarli i zostali zastąpieni przez Yoshinobu oraz Mutsuhito. Wydarzenia te „uczyniły zawieszenie broni nieuniknionym”.
9 listopada 1867 roku domeny Satsuma i Chōshū, w imieniu nowego cesarza, stworzyły tajną dyrektywę rozkazującą „zamordowanie zdradzieckiego poddanego, Yoshinobu”. Na krótko przed tym wydarzeniem Yoshinobu, przystawszy na propozycję daimyō Tosy, zrezygnował ze swej funkcji, przekazując władzę cesarzowi i godząc się na „bycie instrumentem do wypełniania” cesarskich rozkazów. Był to koniec siogunatu Tokugawów.
Choć rezygnacja Yoshinobu stworzyła nominalną pustkę na najwyższych szczeblach władzy, nadal funkcjonował jego aparat państwowy. Co więcej, władze siogunatu pozostawały realną siłą zmieniającej się sceny politycznej, zachowując wiele mocy wykonawczych, co samurajowie z Satsumy i Chōshū uznali za niedopuszczalne. 3 stycznia 1868 roku siły procesarskie opanowały pałac w Kioto oraz nakłoniły piętnastoletniego cesarza do deklaracji o powrocie do władzy. Choć większość cesarskiego zgromadzenia doradczego była zadowolona z takiego obrotu spraw i zamierzała współpracować z Tokugawą, Takamori Saigō chciał zmusić zgromadzenie do zniesienia tytułu „sioguna” oraz konfiskaty wszelkich ziem Yoshinobu.
Choć początkowo zgadzał się na żądania strony cesarskiej, 17 stycznia 1868 roku Yoshinobu zadeklarował „że proklamacja restauracji nie jest dla niego wiążąca i odwołał się do dworu, aby ją cofnęła”. 24 stycznia zadecydował o przygotowaniu ataku na Kioto, zajętego przez wojska Satsumy i Chōshū. Na decyzję wpłynął fakt licznych podpaleń w Edo, które rozpoczęły się od spalenia zewnętrznych umocnień zamku Edo, głównej rezydencji Tokugawów. Winą obarczono rōnina z Satsumy, który tego dnia zaatakował gabinet rządu. Następnego dnia siły siogunatu odpowiedziały, atakując rezydencję daimyō Satsumy, znajdującą się w Edo, gdzie wedle wskazówek Saigō ukryło się wielu przeciwników siogunatu. Pałac został spalony, zaś wielu przeciwników zabitych lub później straconych.

## Starcia wstępne

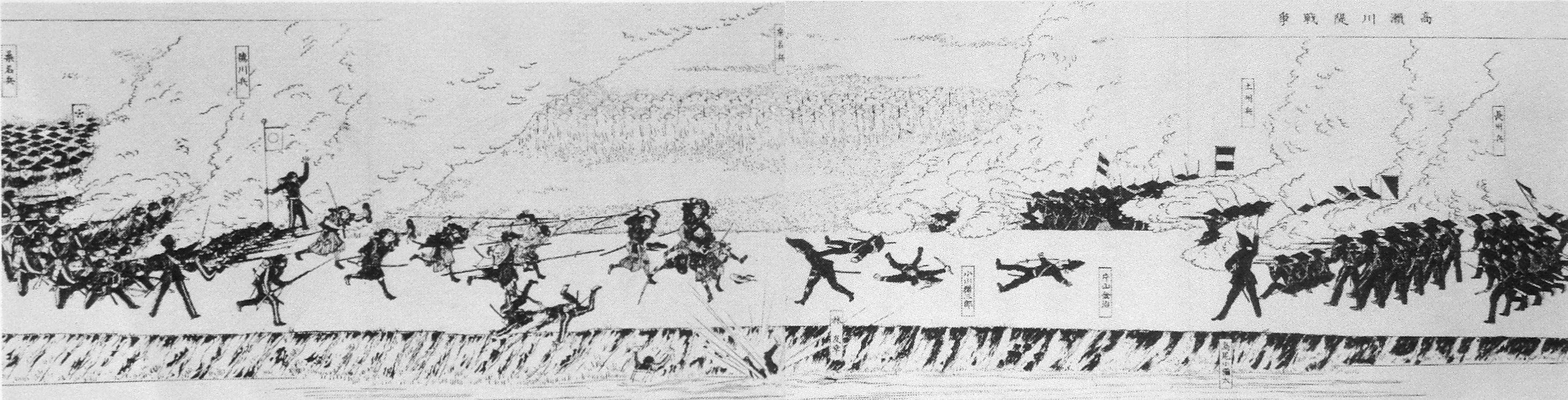
Scena z bitwy pod Toba-Fushimi. Siły siogunatu po lewej, w tym bataliony z Aizu. Po prawej siły z Chōshū i Tosy. Choć obie strony konfliktu starały się wystawiać nowoczesne jednostki często pojawiały się i tradycyjne, „samurajskie” oddziały (zwłaszcza po stronie siogunatu)

27 stycznia 1868 roku wojska siogunatu zaatakowały siły Chōshū i Satsumy, ścierając się na południowych krańcach Kioto, w pobliżu Toby i Fushimi (ob. dzielnice Kioto). Część liczącej 15 tysięcy żołnierzy armii sioguna była ćwiczona przez francuskich doradców wojskowych, jednak przeważali samurajowie uzbrojeni tradycyjnie. Wojsk Chōshū i Satsumy było trzy razy mniej, jednak wyposażone były w nowoczesne haubice Armstronga, karabiny ładowane pociskami Minié oraz kilka kartaczownic Gatlinga. 
Po nierozstrzygniętym początku, drugiego dnia cesarski proporzec został przekazany oddziałom broniącym, a krewnego cesarza, księcia Akihito Komatsu (1846–1903), mianowano naczelnym dowódcą sił zbrojnych, czyniąc oficjalnie zebrane wojska siłami cesarskimi. Przekonani przez dworzan lokalni daimyō, do tej pory lojalni siogunowi, zaczęli przechodzić na stronę cesarza. Wśród nich byli m.in. daimyō domen: Yodo (od 5 lutego) i Tsu (od 6 lutego).
7 lutego Yoshinobu Tokugawa, zaskoczony cesarskim poparciem dla Satsumy i Chōshū, zbiegł z Osaki do Edo na pokładzie „Kaiyō Maru”. Zdemoralizowane jego ucieczką oraz zdradą Yodo i Tsu siły siogunatu uciekły, co doprowadziło do zwycięstwa sił cesarskich w bitwie pod Toba-Fushimi..

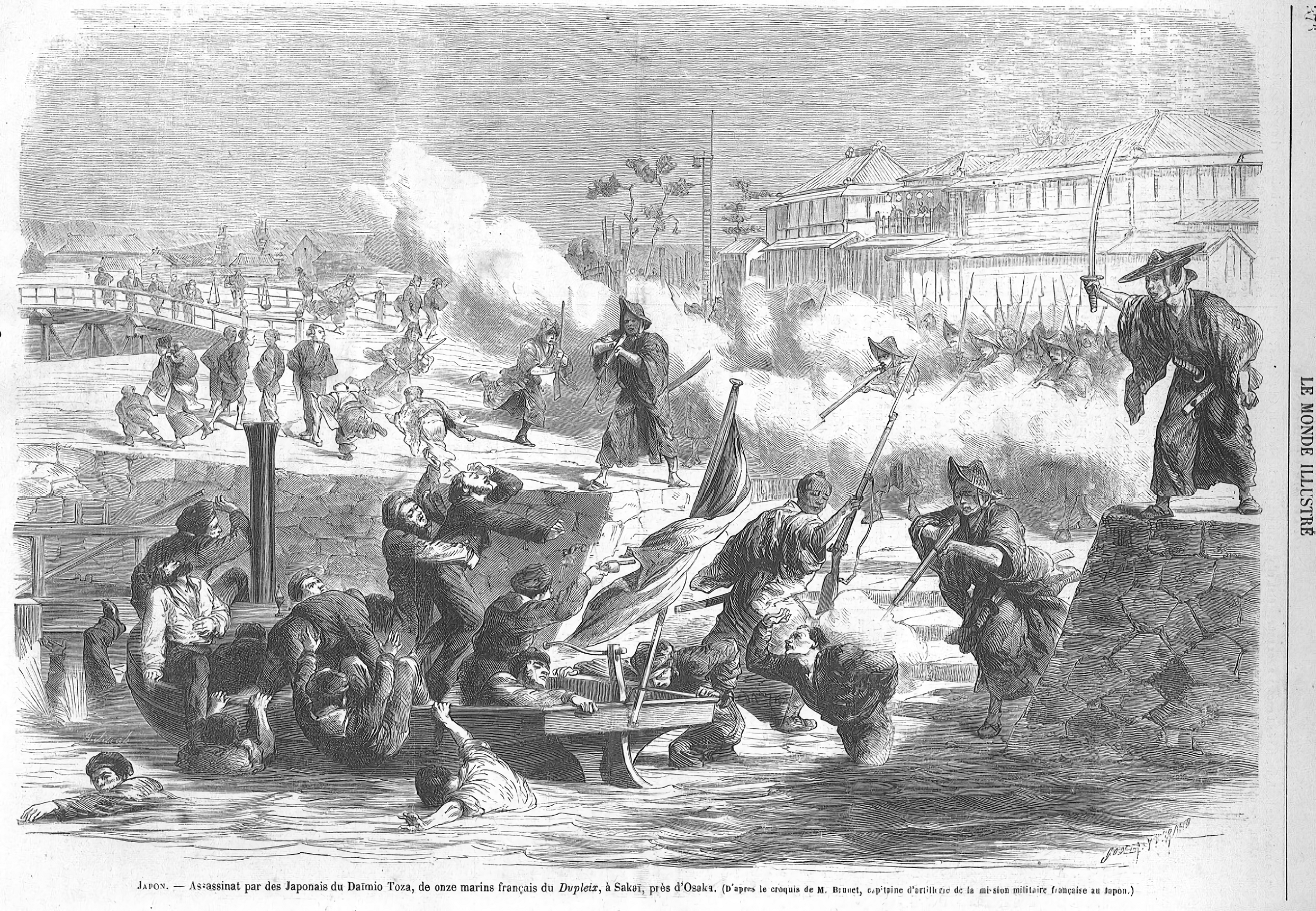
Incydent w Sakai (8 marca 1868 roku), „Le Monde illustré”

W tym samym czasie, 28 stycznia 1868 roku, miała miejsce bitwa morska u wybrzeży prowincji Awa pomiędzy okrętami siogunatu (bakufu) i domeny Satsuma. Było to pierwsze w historii Japonii starcie nowoczesnych sił morskich. Bitwa, choć zaangażowanych okrętów było niewiele, zakończyła się zwycięstwem bakufu.
Na początku lutego ministrowie obcych mocarstw zebrali się w Hyōgo (dzisiejsze Kobe). Wystosowali oni deklarację, według której siogunat był nadal uważany za jedyną prawowitą władzę w Japonii, dając Tokugawie nadzieję na interwencję po jego stronie. Parę dni później ministrów odwiedził delegat cesarski informując, iż siogunat został rozwiązany, porty zostaną otwarte zgodnie z międzynarodowymi postanowieniami, a obywatele zagraniczni będą chronieni. Posunięcie to przekonało ministrów do zaakceptowania nowo utworzonego rządu.
Sentymenty ksenofobiczne mimo wszystko doprowadziły do kilku ataków na obcokrajowców podczas następnych miesięcy. Jedenastu francuskich marynarzy z korwety „FS Dupleix (1861)” zostało zamordowanych przez samurajów z prowincji Tosa podczas tak zwanego „incydentu w porcie Sakai” 8 marca 1868 roku. Piętnaście dni później Harry Smith-Parkes, brytyjski ambasador, został zaatakowany przez grupkę samurajów na ulicach Kioto.

## Poddanie Edo

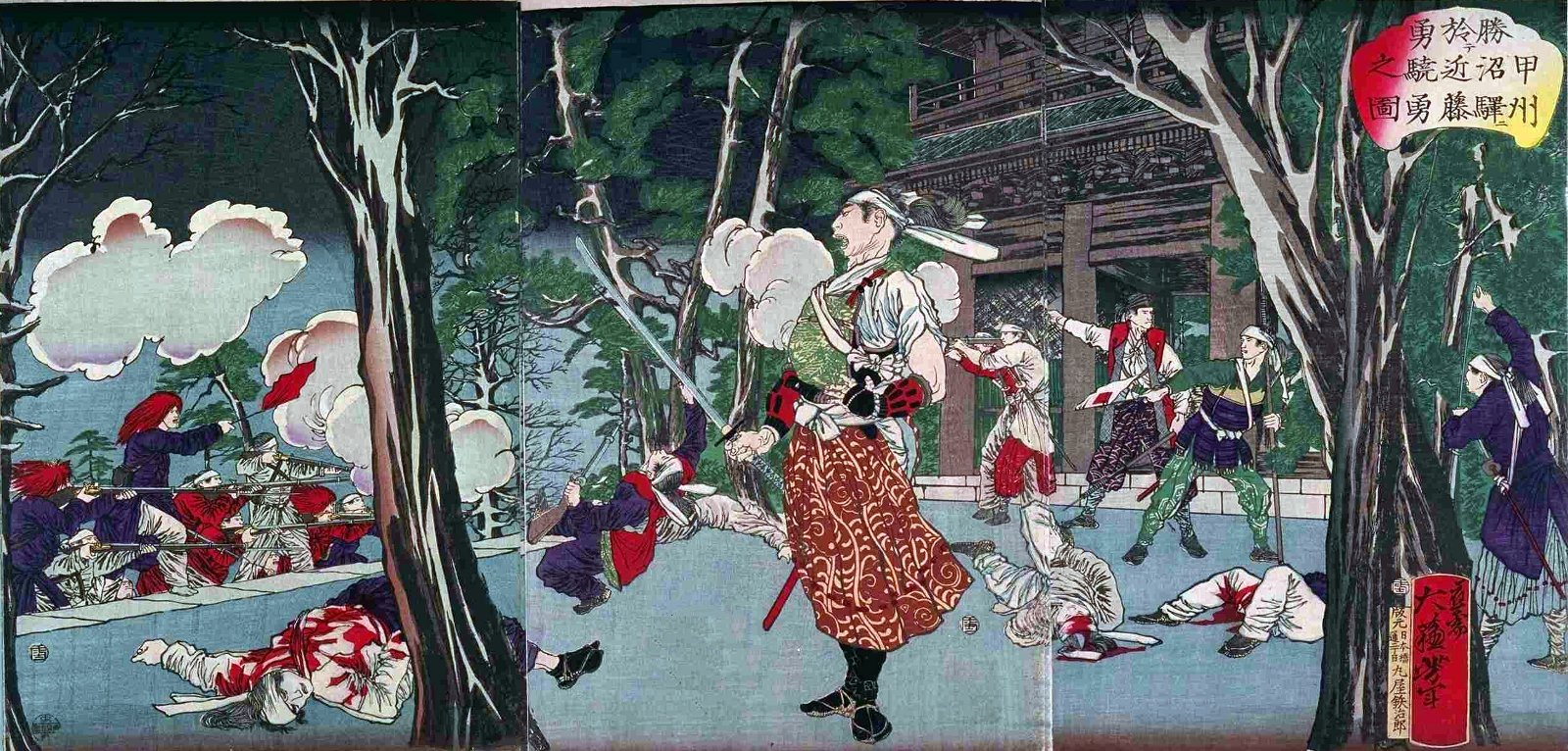
Isami Kondō, przywódca Shinsengumi stawia czoło żołnierzom z prowincji Tosa („czerwonym niedźwiedziom”) podczas bitwy pod Kōshū-Katsunumą

Od lutego 1868 roku, przy pomocy francuskiego ambasadora Léona Rochesa, formowano plan zatrzymania cesarskiego natarcia pod Odawarą, ostatnim strategicznym punktem wejścia do Edo, jednak Yoshinobu zrezygnował z niego. Zszokowany Roches, porzucił stanowisko doradcy. Na początku marca, pod wpływem brytyjskiego ministra Smith-Parkesa, obce mocarstwa podpisały umowę o ścisłej neutralności, zgodnie z którą nie miały prawa interweniować lub zapewniać pomocy wojskowej żadnej ze stron do czasu rozstrzygnięcia konfliktu.
Takamori Saigō, po wygraniu pod Kōshū-Katsunumą, poprowadził zwycięskie wojska cesarza na północ i wschód Japonii. Ostatecznie zmusił obrońców Edo do bezwarunkowej kapitulacji w maju 1868 roku po tym, jak minister armii sioguna, Kaishū Katsu (1823–1899) wynegocjował poddanie się. Niektóre grupy nadal stawiały czynny opór, jednak zostały pokonane pod Ueno 4 lipca 1868 roku.
W międzyczasie, dowódca marynarki bakufu, Takeaki Enomoto, odmówił poddania wszystkich swoich okrętów. Urlopował cztery, wśród których znajdował się „Fujisan”. Następnie uciekł na północ z pozostałymi ośmioma jednostkami: „Kaitenem”, „Banryū”, „Chiyodagatą”, „Chōgei”, „Kaiyō Maru”, „Kanrin Maru”, „Mikaho” i „Shinsoku” oraz 2000 żołnierzy i marynarzy, zamierzając dokonać kontrataku po sprzymierzeniu się z daimyō z północy. Miał przy sobie także kilku francuskich doradców wojskowych. Wśród nich był Jules Brunet (1838–1911), który zrezygnował ze służby w armii francuskiej.

## Opór Związku Północnego

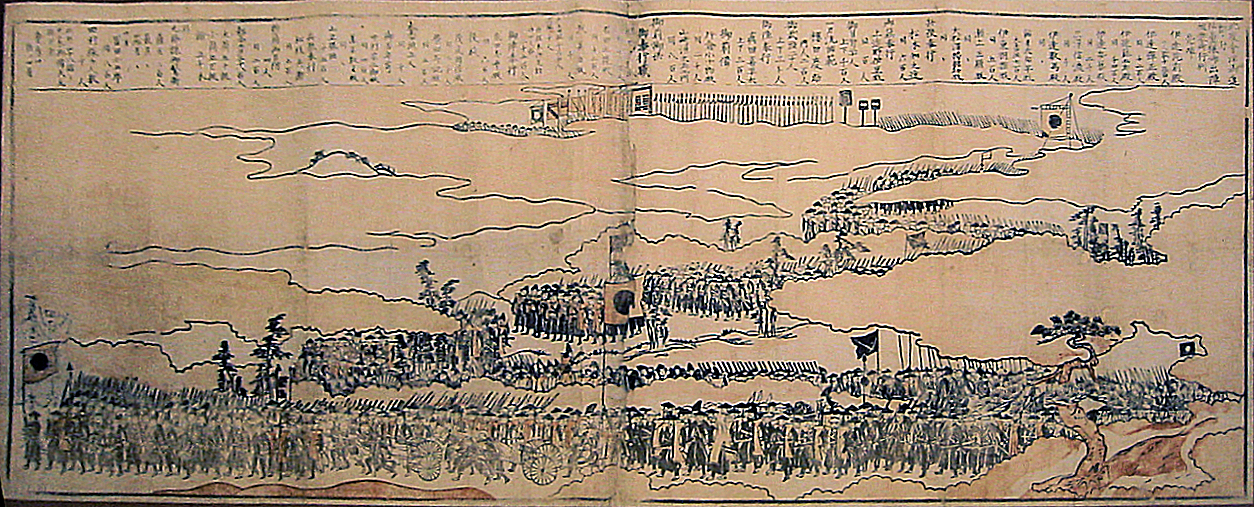
Oddziały z Sendai po mobilizacji w kwietniu, dołączyły do Sojuszu Północnego w maju 1868 roku, aby walczyć przeciw siłom cesarskim

Po poddaniu się Yoshinobuwiększość społeczeństwa zaakceptowała władzę cesarza, ale domeny w północnej części Honsiu kontynuowały opór. 
W maju 1868 kilku daimyō z północnego regionu Tōhoku stworzyło Ōuetsu Reppan Dōmei (związek domen: Mutsu, Dewa, Echigo), w skrócie zwanym Hokubu Dōmei (Związkiem/Sojuszem Północnym), liczący 50 000 żołnierzy.
Flota Takeakiego Enomoto (1836–1908) dotarła do portu w Sendai 26 sierpnia. Sojusz Północny był liczny, ale słabo wyekwipowany i opierał się na tradycyjnych metodach walki. Nowoczesne uzbrojenie było ograniczone – w desperacji pobudowano działa z drewna, umocnione linami, które strzelały kamiennymi kulami. Były one nietrwałe, mogły wystrzelić zaledwie 4–5 kul przed rozpadnięciem się. Z drugiej strony daimyō Nagaoki był w stanie wystawić dwie z trzech kartaczownic Gatlinga w Japonii oraz 2000 nowoczesnych, francuskich karabinów zakupionych od niemieckiego kupca Henry’ego Schnella (1834–1917).

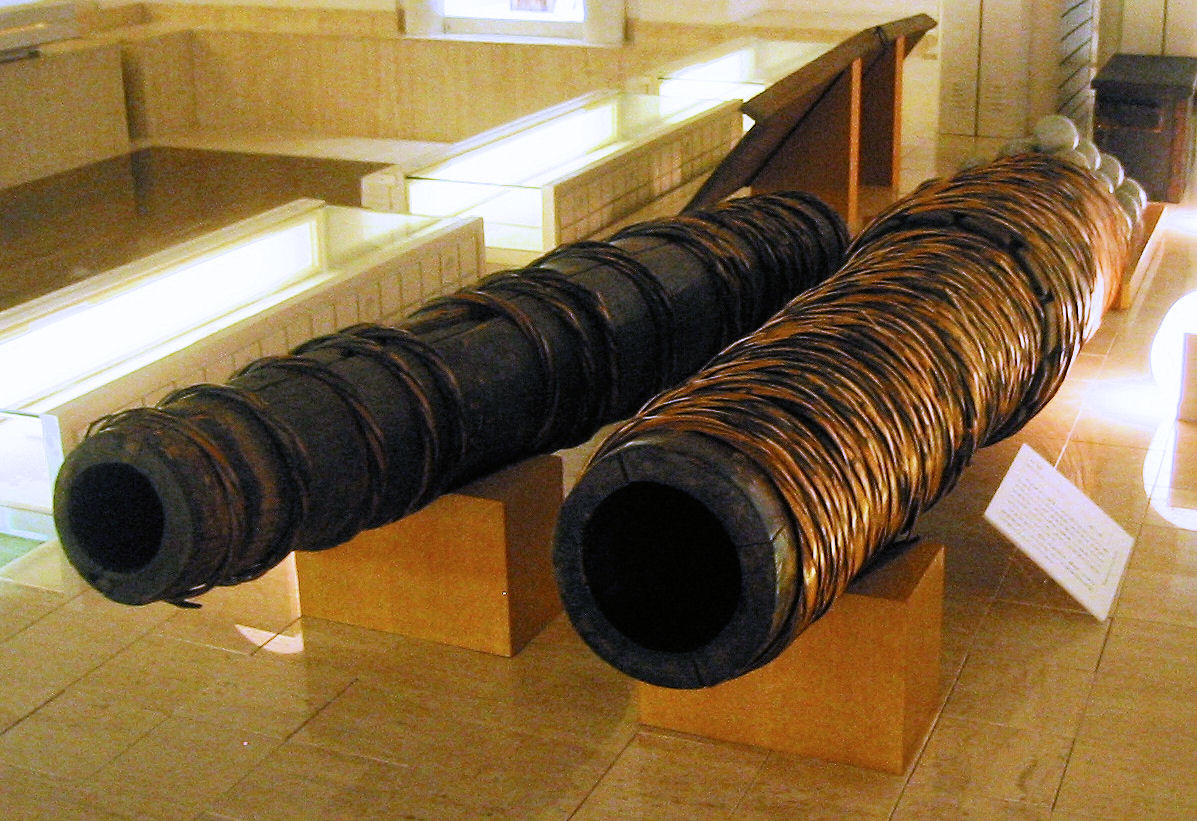
Drewniane działa używane przez domenę Sendai podczas wojny. Muzeum Miejskie w Sendai

W 1868 roku na terenie regionu Hokuetsu, położonego na wybrzeżu Morza Japońskiego, miała miejsce seria potyczek o zmiennym przebiegu, ale w rezultacie wojska cesarskie kontynuowały marsz na północ, pokonując 6 października Shinsengumi na przełęczy Bonari (ob. na terenie prefektury Fukushima, na północ od miasta Kōriyama), co otworzyło im drogę do ataku na zamek Aizu-Wakamatsu. Jego zdobycie w październiku 1868 uczyniło pozycje w Sendai nie do utrzymania.
Związek Północny rozpadał się. 12 października flota opuściła Sendai, udając się na Hokkaidō, wcześniej uzyskawszy jeszcze dwa okręty oraz około 1000 żołnierzy. W tyle pozostała reszta wojsk siogunatu pod dowództwem Keisuke Ōtoriego, Shinsengumi pod Toshizō Hijikatą, mobilny oddział stworzony do ataków o charakterze partyzanckim (yūgekitai) pod dowództwem Katsutarō Hitomiego (1843–1922), jak również kilku francuskich doradców (Fortant, Garde, Marlin, Bouffier).
26 października Edo zostało przemianowane na Tokio i oficjalnie rozpoczął się okres Meiji. Aizu zostało oblężone na początku miesiąca, co doprowadziło do masowych samobójstw wśród Byakkotai (Oddziały Białego Tygrysa), grupy bardzo młodych samurajów. Po przewlekłej, trwającej miesiąc bitwie Aizu poddało się ostatecznie 6 listopada.

## Kampania na Hokkaido

### Utworzenie Republiki Ezo

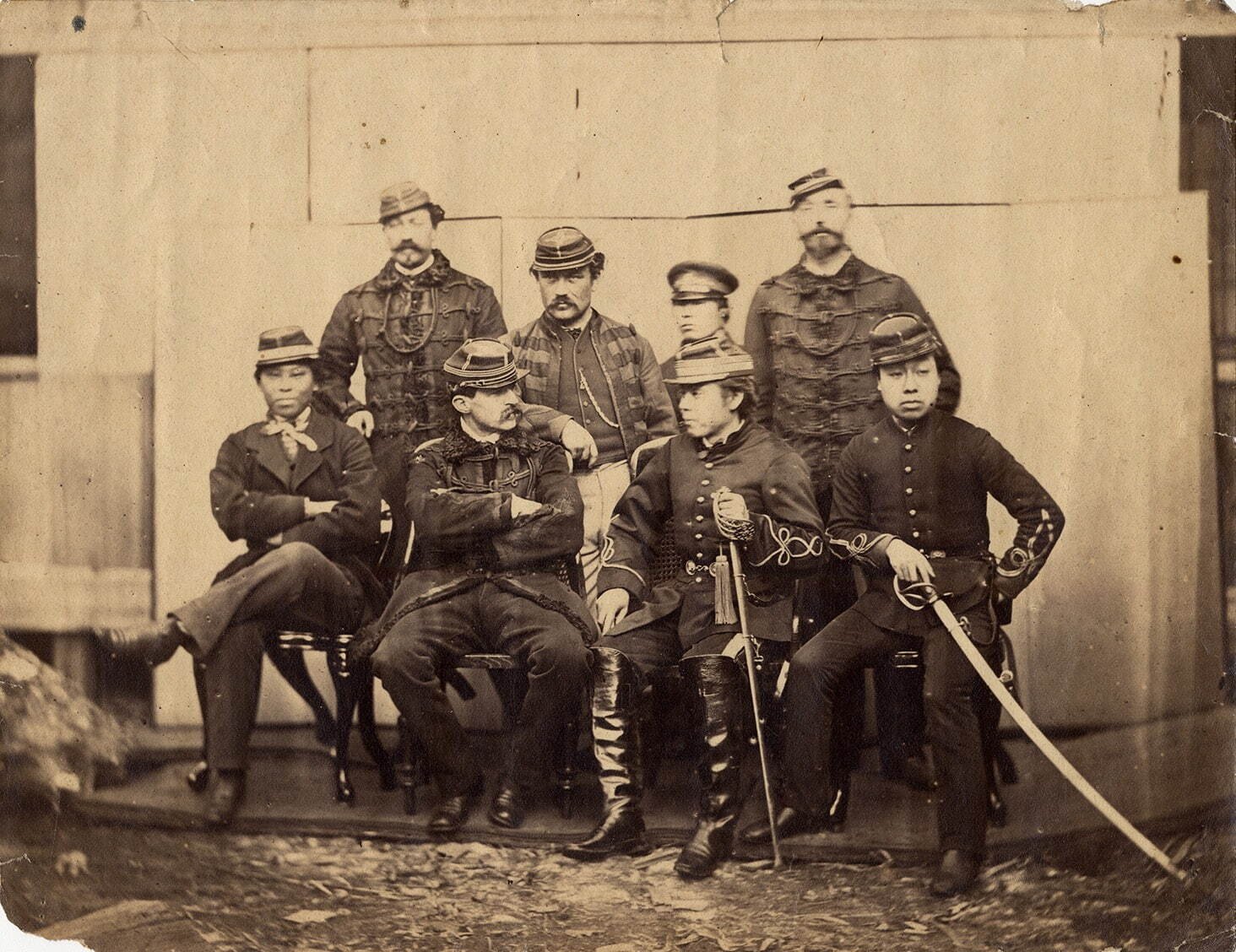
Japończycy i ich francuscy doradcy wojskowi na Hokkaido

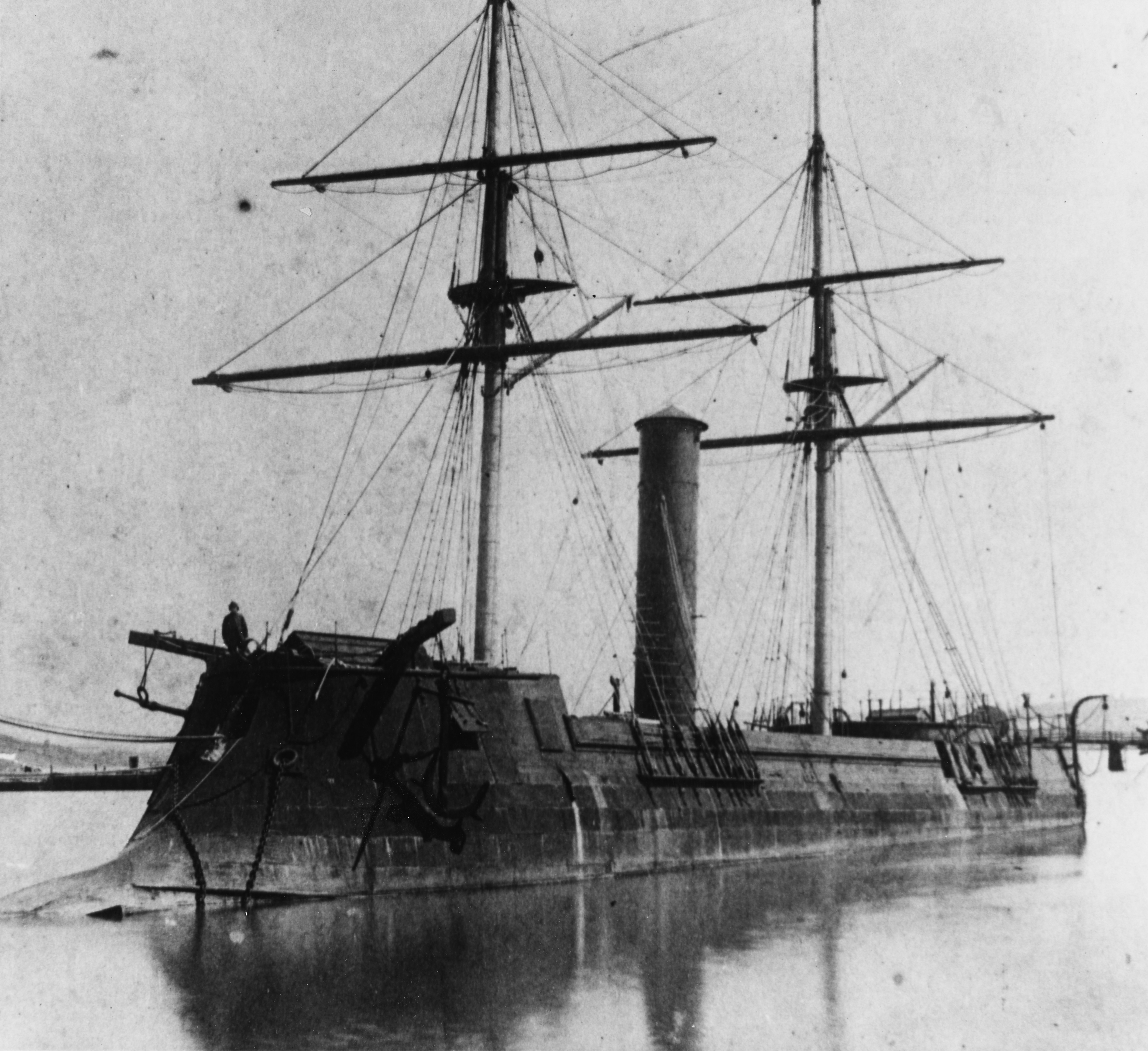
Zbudowany przez Francuzów japoński taranowiec „Kōtetsu”

Po przegranej na Honsiu, Takeaki Enomoto zbiegł na Hokkaido z pozostałościami floty oraz garstką francuskich doradców. Razem zorganizowali rząd, którego celem było ustanowienie niezależnego państwa na wyspie. 25 grudnia założyli Republikę Ezo, zorganizowaną na wzór amerykański, zaś Enomoto został przez większość wybrany prezydentem. Nowe państwo starało się zyskać uznanie delegacji amerykańskiej, francuskiej i rosyjskiej obecnych w Hakodate, jednak plany te spełzły na niczym. Enomoto zaproponował dworowi cesarskiemu, aby zezwolił na rozwój Hokkaido z zachowaniem samurajskich tradycji, ale plan ten został odrzucony.
Podczas zimy ufortyfikowany został południowy półwysep Hakodate, w którego centrum znalazła się nowo wybudowana forteca Goryōkaku. Oddziały zorganizowano pod francusko-japońskim dowództwem – głównodowodzący Keisuke Ōtori (1833–1911) miał bezpośrednio pod sobą kapitana Jules’a Bruneta – i podzielono na cztery brygady. Każda z nich była dowodzona przez francuskiego podoficera: Arthura Fortanta, Jeana Marlina, André Cazeneuve’a, François Bouffiera i dzieliła się dalej na półbrygady dowodzone przez Japończyków.

### Ostateczne straty i porażka
Cesarska marynarka dotarła do przystani w Miyako 20 marca, ale spodziewając się takiego obrotu wydarzeń, rebelianci z Ezo opracowali śmiały plan przejęcia taranowca „Kōtetsu”. Dowodzone przez dowódcę Shinsengumi, Toshizō Hijikatę, trzy okręty wojenne zostały wysłane, aby zaatakować taranowiec z zaskoczenia. Starcie to (6 maja 1869) przeszło do historii jako bitwa w zatoce Miyako. Zakończyła się przegraną stronników siogunatu, do czego przyczyniła się zła pogoda i problemy z maszynami.
Siły cesarstwa umocniły swoje panowanie nad głównymi wyspami Japonii i w kwietniu 1869 roku wysłały do Ezo flotę oraz piechotę w sile 7000 ludzi. Cesarski atak postępował szybko – wygrawszy pierwszą, nowoczesną bitwę morską na dużą skalę w historii Japonii w zatoce Hakodate oblegli fortecę Goryōkaku, która mieściła 800 obrońców. Zdając sobie sprawę, iż sytuacja stała się niekorzystna, francuscy doradcy uciekli okrętem „Coëtlogon” do Jokohamy i następnie do Francji. 
Enomoto zrezygnował z planu heroicznej śmierci przekonany przez Ōtoriego do poddania się. Ōtori miał powiedzieć: „Jeśli chcesz umrzeć, możesz to uczynić kiedykolwiek”  dodając, że życie po porażce jest bardziej bohaterskim wyjściem. Enomoto poddał się 18 maja 1869 roku i zaakceptował rządy cesarza. „Kodeks morski”, przywieziony z Holandii, powierzył generałowi cesarskich wojsk (późniejszemu premierowi), Kiyotace Kurodzie (1840–1900). Republika Ezo przestała istnieć 27 czerwca 1869 roku.

## Następstwa

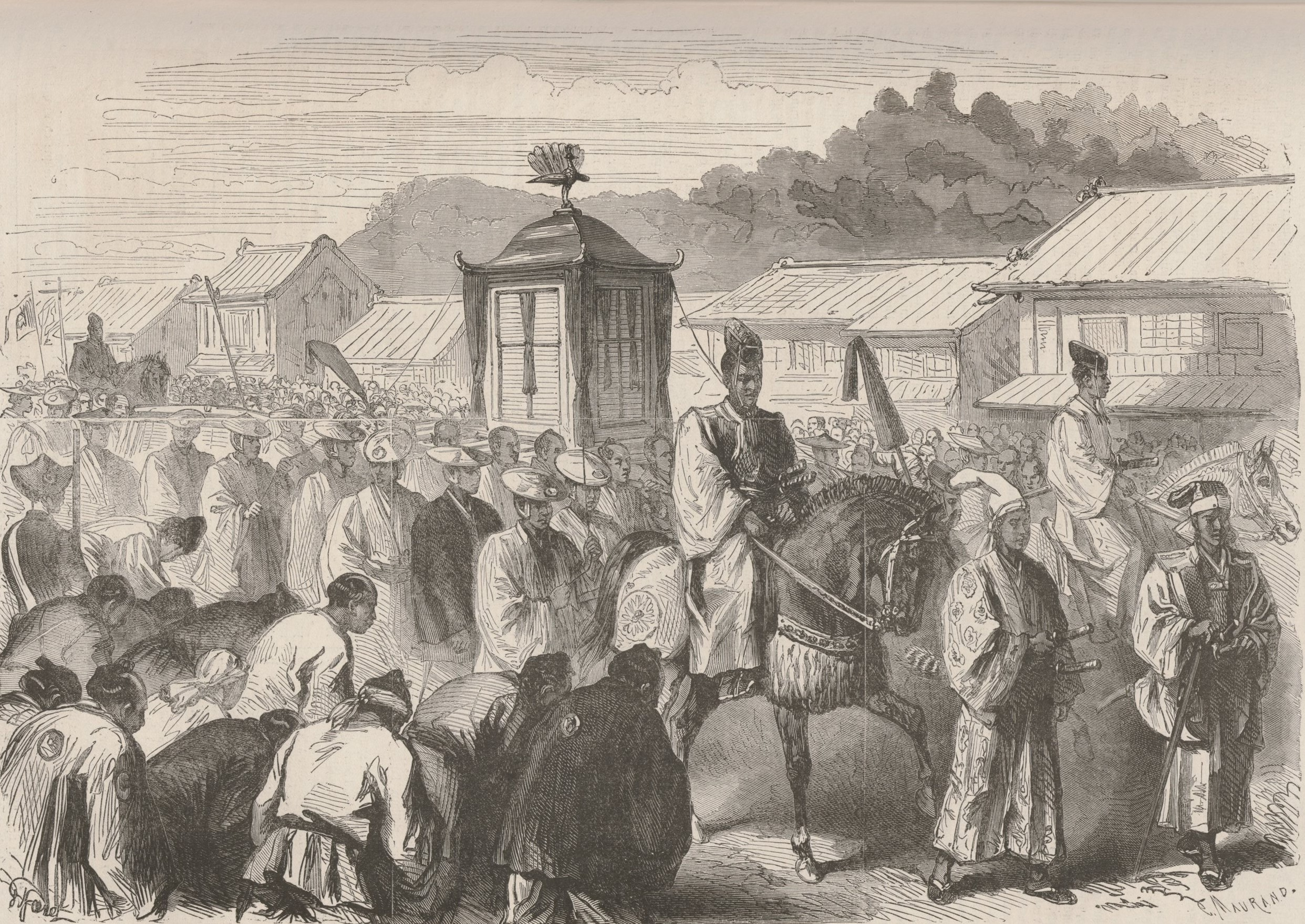
Szesnastoletni cesarz Mutsuhito przenosi się z Kioto do Tokio (1868)

Po zwycięstwie nad siogunatem Tokugawa nowe władze kontynuowały unifikację kraju pod zjednoczoną, prawowitą i silną władzą cesarskiego dworu. Cesarska rezydencja została przeniesiona z Kioto do Tokio pod koniec 1868 roku. 
W kwietniu 1868 roku ogłoszono „Przysięgę cesarską w pięciu artykułach” (Gokajō no Go-seimon). Zawierała ona obietnicę debat o problemach państwa, mających na względzie opinię publiczną, udział całego społeczeństwa w tworzeniu nowego państwa, sprawiedliwość, praworządność, likwidację zacofania, powszechny dostęp do wiedzy.
W 1871 roku edyktem cesarskim zniesiono feudalne domeny i na ich miejsce utworzono prefektury (haihan-chiken). Trzysta domen zostało zamienionych na 50 prefektur. Postępowa reforma była możliwa także dzięki wywłaszczeniu i zniesieniu klasy samurajów, którzy stali się m.in. kupcami i urzędnikami administracji. Skutkiem ubocznym było ich zubożenie. Członkowie zachodnich domen – Satsumy, Chōshū i Tosy – dzięki odegraniu znaczącej roli w zwycięstwie, obsadzili kluczowe stanowiska we władzach. W 1869 roku zbudowano w Tokio chram Yasukuni-jinja na cześć poległych w służbie Japonii, w tym w wojnie boshin.
Niektórzy główni stronnicy siogunatu zostali uwięzieni, lecz nie dopuszczono do egzekucji. Stało się tak, po części, wynikiem starań Takamoriego Saigō i Tomomiego Iwakury (1825–1883), choć znaczącą rolę odegrał także brytyjski poseł Harry Smith-Parkes (1828–1885). Nakłaniał on Saigō, słowami Ernesta Satowa (1843–1929, brytyjskiego naukowca, japonisty, dyplomaty), „iż srogość wobec Yoshinobu Tokugawy i jego popleczników, zwłaszcza poprzez karę główną, zaszkodziłaby reputacji nowego rządu w opinii mocarstw europejskich”. Po dwóch, trzech latach więzienia większość z nich została zwolniona, a niektórzy rozpoczęli kariery w nowym systemie. Na przykład Takeaki Enomoto służył później jako poseł do Rosji i Chin oraz minister edukacji  .

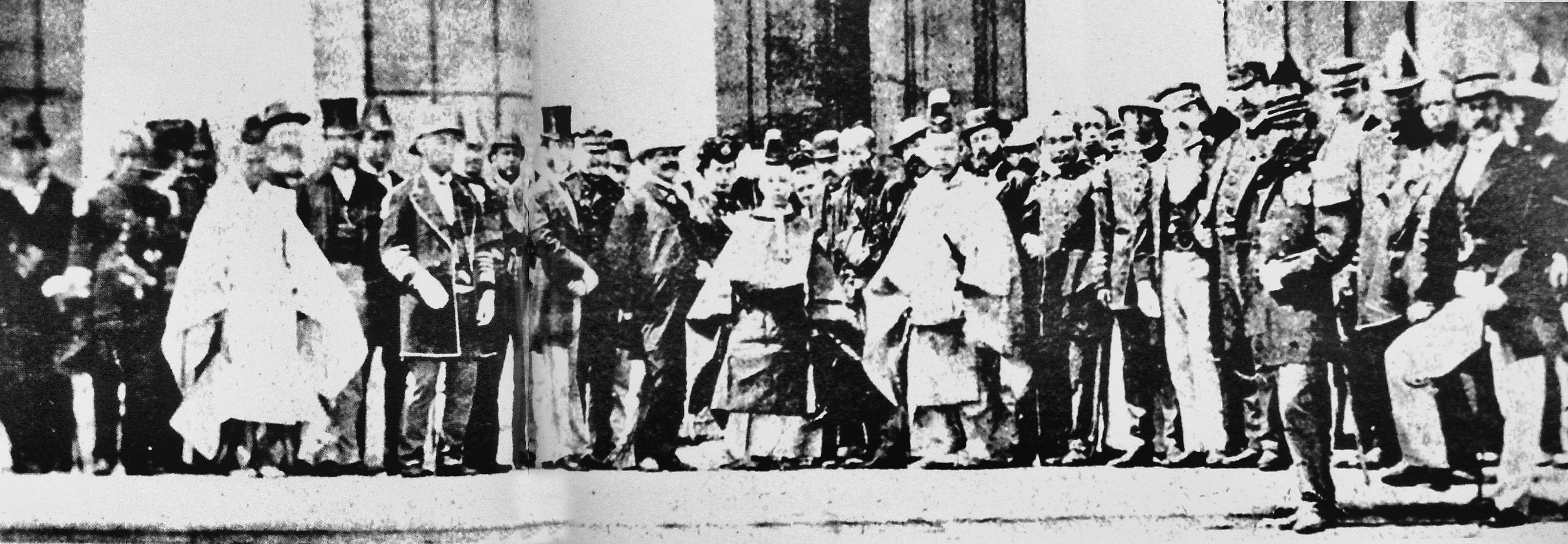
Nastoletni Mutsuhito z zagranicznymi przedstawicielami (między 1868 a 1870)

Strona cesarska odeszła od własnego postanowienia o wypędzeniu obcokrajowców z Japonii, koncentrując się na polityce modernizacji kraju oraz renegocjacjach „traktatów nierównoprawnych” w myśl hasła „wzbogacić kraj, wzmocnić armię” (fukoku-kyōhei). Ważnym precedensem było przyjęcie przez cesarza w Tokio Alfreda, księcia Edynburga, jako „równego pod względem krwi”.

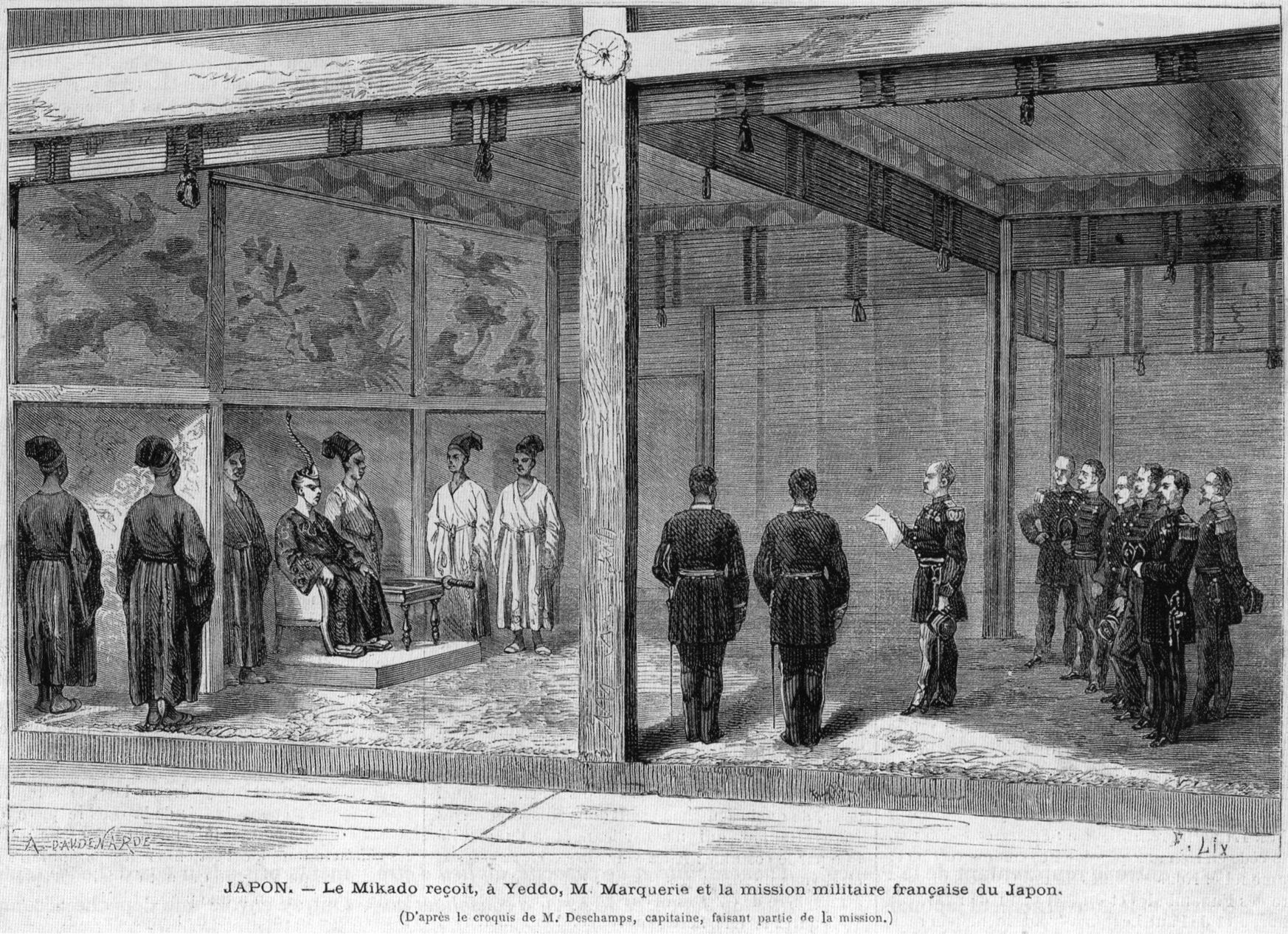
Przyjęcie drugiej francuskiej misji wojskowej przez cesarza Mutsuhito (1872)

Choć początek okresu Meiji zwiastował ocieplenie kontaktów między dworem a Europejczykami, to relacje z Francją przez pewien czas pozostawały chłodne z racji jej poparcia dla siogunatu. Niebawem jednak zaproszono do Japonii kolejne misje wojskowe i stosunki powróciły do przedwojennego poziomu około 1886 roku, kiedy pod kierownictwem konstruktora okrętów Louisa-Émile’a Bertina (1840–1924) Francuzi pomogli w budowie pierwszej floty dla cesarskiej marynarki . Ważnymi reformami było wprowadzenie obowiązku szkolnego i zniesienie konfucjańskich zasad klasowych. Kulminacją przemian ustrojowych była proklamowana w 1889 roku Konstytucja Meiji (weszła w życie 29 listopada 1890 roku). 
Wiele wprowadzonych reform było jednak nadal niekorzystnych dla samurajów, jak utworzenie armii poborowej złożonej z plebsu, czy utrata dziedzicznego prestiżu i poborów. Największe napięcia pojawiły się na Kiusiu (Kyūshū), doprowadzając w 1874 roku do rebelii domeny Saga, a w 1876 roku – Chōshū. Byli samurajowie z Satsumy, pod przywództwem Takamoriego Saigō, porzuciwszy rząd za sprawą niesnasek dotyczących polityki zagranicznej, rozpoczęli rebelię w 1877 roku. Walcząc o zachowanie klasy samurajskiej oraz cnotliwszy rząd ich hasłem było: „nowy rząd, wysoka moralność” (shinsei-kōtoku). Bunt zakończył się heroiczną porażką pod Shiroyamą.

## Późniejsze przedstawienia wojny

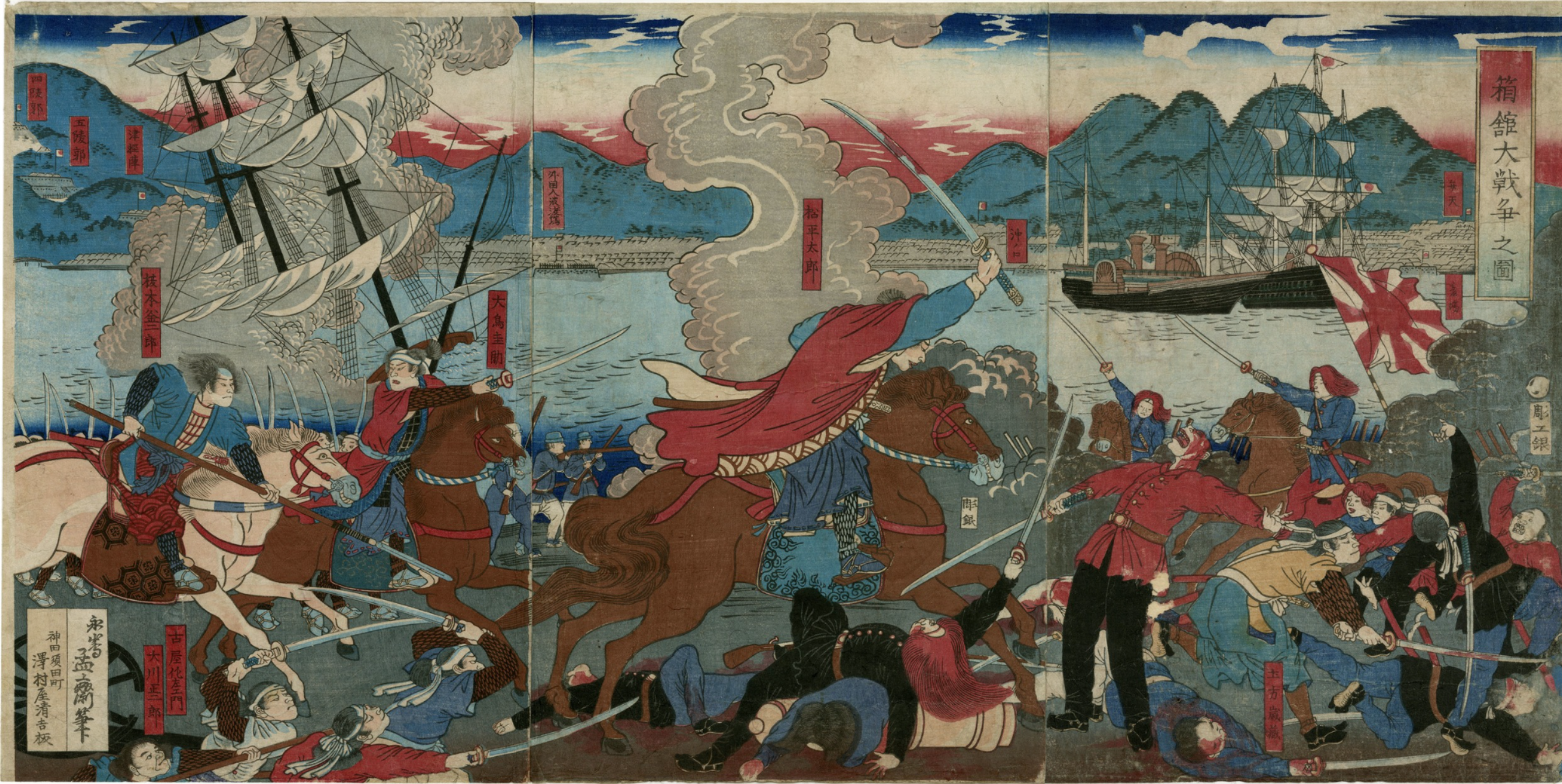
Bitwa pod Hakodate, namalowana ok. 1880 roku. Szarża kawaleryjska, przywódcy w ubiorach samurajskich. Francuscy żołnierze za szarżującymi są ubrani w białe spodnie. Z nowoczesnymi parowcami w tle, oddziały cesarskie po prawej ubrane są w nowoczesne uniformy; charakterystyczne, „niedźwiedzie” nakrycia głów

We współczesnych pracach restauracja Meiji jest często opisywana jako „bezkrwawa rewolucja” prowadząca do gwałtownej modernizacji Japonii. Liczby i fakty jasno pokazują, że była to dość brutalna wojna – zmobilizowano około 120 000 żołnierzy, z których zginęło około 3500. Późniejsze japońskie przedstawienia były dość romantyczne, pokazując siły siogunatu walczące w tradycyjny sposób przeciw w pełni zmodernizowanej armii cesarskiej. Choć tradycyjne metody i broń były używane, obie strony używały zaawansowanego technicznie uzbrojenia oraz technik walki.
Takie przedstawienie wojny doczekało się wielu dramatyzacji. Jirō Asada napisał czterotomową powieść zatytułowaną Mibu Gishi-den. Na jej podstawie powstał film w reżyserii Yōjirō Takity (ur. 1955) „Kiedy obnażony zostanie ostatni miecz” oraz dziesięciogodzinny jidai-geki z Kenem Watanabe w roli głównej. Film „Goryōkaku” z 2001 roku jest kolejnym jidai-geki przedstawiającym walki na Hokkaidō. Istnieje także kilka tytułów z gatunku anime.
Wśród zachodnich adaptacji znaleźć można hollywoodzki film Edwarda Zwicka z 2003 roku „Ostatni samuraj”, który łączy w sobie wydarzenia z wojny boshin, rebelii Satsumy oraz innych buntów samurajskich z początku okresu Meiji.

## Uzbrojenie
Siły Chōshū i Satsumy były w pełni zmodernizowane i posiadały haubice Armstronga, jak również karabiny na pociski Minié czy kartaczownice Gatlinga. Wojska siogunatu posiadały jednostki elitarne szkolone przez francuską misję wojskową. Siogun polegał również na oddziałach dostarczanych przez sprzymierzone domeny, przesyłające formacje przestarzałe zarówno w uzbrojeniu jak metodach walki, czyniąc armię siogunatu mieszanką elementów nowoczesnych i anachronicznych.

### Uzbrojenie indywidualne

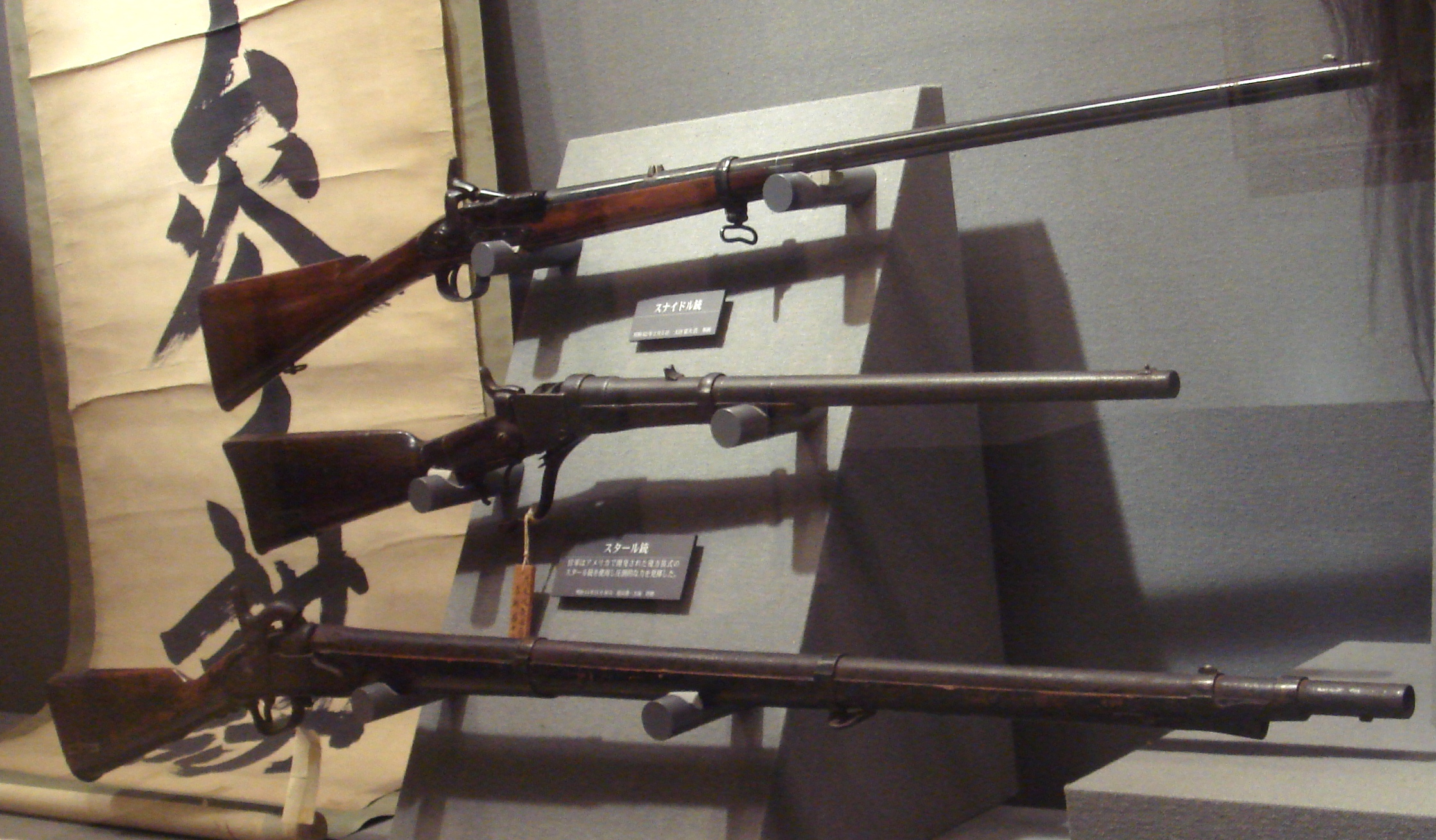
Karabiny użyte w wojnie. Od góry: Snider, Starr wz. 1865 oraz karabin kapiszonowy

Wiele typów mniej lub bardziej nowoczesnej broni gładkolufowej oraz karabinów importowano z Francji, Niemiec, Niderlandów, Wielkiej Brytanii oraz Stanów Zjednoczonych. Były one używane obok tradycyjnej broni palnej, jak tanegashima (inaczej: hinawajū) z zamkiem lontowym.
Wiele jednostek używało gładkolufowych arkebuzów, sprowadzanych do Japonii od 1840 roku z Niderlandów. Broń ta była dość wiekowa i miała ograniczone możliwości. Jej skuteczny zasięg wynosił do 50 metrów, a szybkostrzelność 2 strzały na minutę. Daimyō Nagaoki, sprzymierzeniec sioguna, posiadał w arsenale dwie kartaczownice Gatlinga oraz kilka tysięcy nowoczesnych karabinów. Siogunat złożył także zamówienie na 30 000 nowoczesnych karabinów Dreysego w 1866 roku. Napoleon III zaopatrzył Yoshinobu Tokugawę w 2000 nowoczesnych karabinów Chassepot wz. 1866, które ten przeznaczył na uzbrojenie przybocznej gwardii. Przestarzałe tanegashimy były używane przez bakufu.
Wojska cesarskie używały głównie karabinów na pociski typu Minié, nadal ładowane od lufy, lecz celniejsze, bardziej zabójcze i pozwalające prowadzić skuteczny ogień na dalsze odległości niż broń gładkolufowa, zachowując szybkostrzelność 2 na minutę. Nowocześniejsze, ładowane od zamka mechanizmy, jak w sniderach, pozwalające na oddawanie 10 strzałów na minutę, były używane przez żołnierzy z Tosy przeciw grupom popierającym Tokugawów w bitwie pod Ueno w lipcu 1868 roku. W drugiej połowie konfliktu, na północno-wschodnim teatrze walk żołnierze z Tosy używali amerykańskich, powtarzalnych karabinów Spencera. Popularne były także amerykańskie rewolwery i pistolety, jak armijna wersja rewolweru Smith & Wesson model 2, sprowadzane przez szkockiego kupca Thomasa Blake’a Glovera i używane przez żołnierzy Satsumy.

### Artyleria

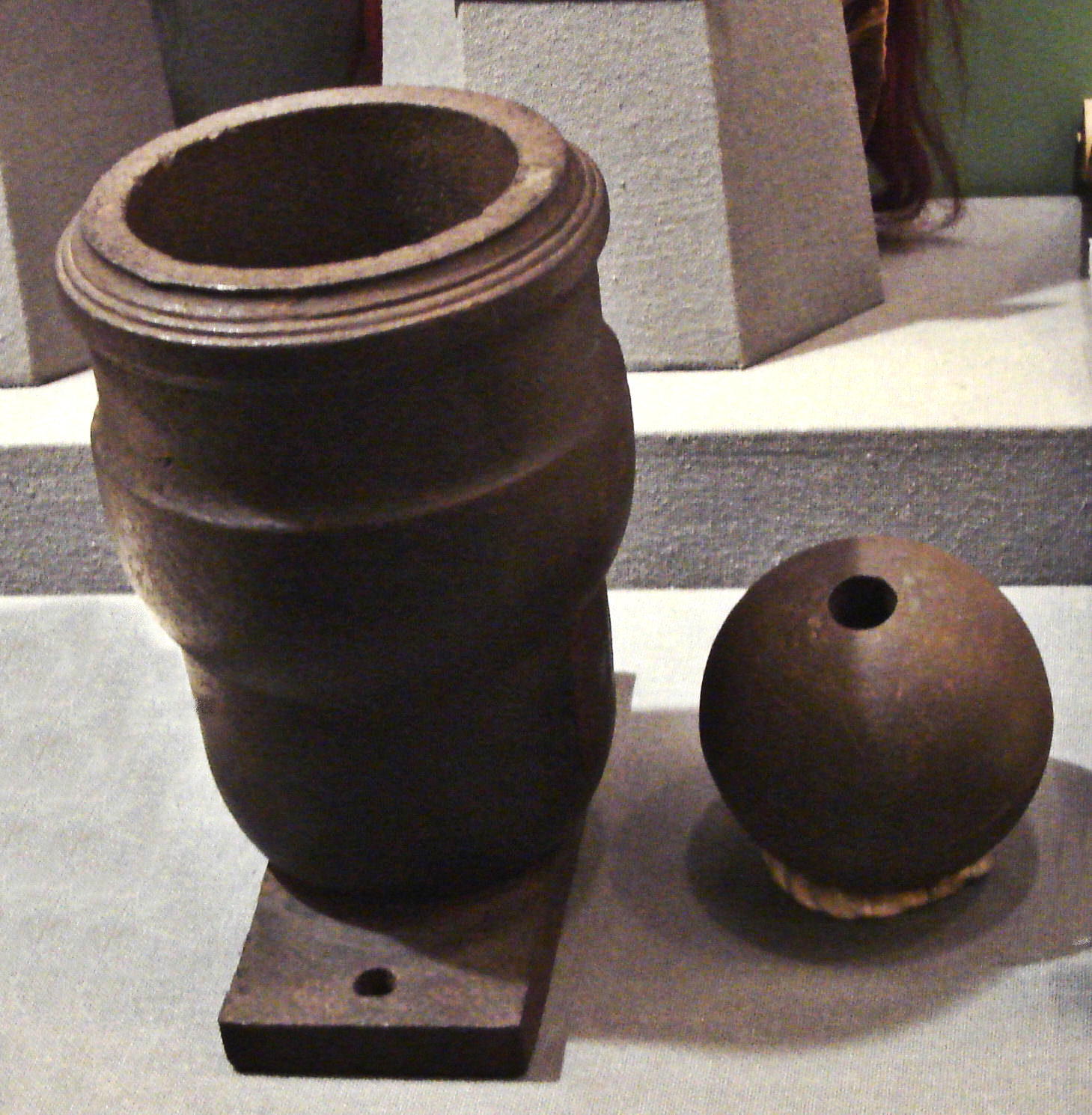
Moździerz z pustym granatem z wojny boshin

Wraz z drewnianymi działami, zdolnymi wystrzelić 3 do 4 kul przed rozpadnięciem się, używano nowoczesnych haubic Armstronga, strzelających pociskami wybuchowymi. Takie haubice były używane przez wojska Satsumy oraz Sagi (ob. prefektura Saga).

### Okręty wojenne
W kategorii okrętów wojennych obie strony były wyposażone zarówno w najnowocześniejsze wówczas pancerniki i korwety („Kōtetsu” lub „Kanrin Maru”), parowce (w tym pierwszą wybudowaną w Japonii parową kanonierkę „Chiyoda”), jak również w kutry, czy tradycyjne okręty żaglowe. Siogunat posiadał początkowo sporą przewagę w tej materii, którą jego oficjele mieli zamiar powiększyć zamawiając francuski taranowiec „Kōtetsu” – nie dotarł on jednak na czas z powodu przyrzeczonej przez mocarstwa zachodnie neutralności i ostatecznie, po bitwie pod Toba-Fushimi, trafił do marynarki cesarskiej.

### Mundury
Zmodernizowane oddziały nosiły mundury w stylu zachodnim (zwykle ciemne), z pewnymi zmianami co do kształtu hełmu. Żołnierze z Satsumy i Chōshū nosili stożkowe, odpowiednio niskie i wysokie, zaś siogunatu okrągłe.
Oficerowie siogunatu (bakufu) często nosili francuskie mundury. Tradycyjne oddziały zachowywały stroje samurajskie.
Niektóre oddziały cesarskie nosiły nietypowe, „niedźwiedzie” nakrycia głowy: „czerwone niedźwiedzie” (shaguma) charakteryzowały oficerów z Tosy, „białe” (haguma) – z Chōshū, „czarne” (koguma) – z Satsumy.